# Seweryn Zdzitowiecki
Seweryn Józef Zdzitowiecki (ur. 6 stycznia 1802 w Kodniu, zm. 13 grudnia 1879 w Warszawie) – polski chemik i metalurg, dyrektor Instytutu Gospodarstwa Wiejskiego i Leśnictwa, radca stanu.

## Życiorys
Ukończył w 1818 Szkołę Wojewódzką w Lublinie, a następnie Wydział Filozofii Królewskiego Uniwersytetu Warszawskiego, gdzie 15 lipca 1823 otrzymał stopień magistra. Podjął pracę nauczyciela chemii w Szkole Wojewódzkiej w Lublinie. Znalazł się w grupie absolwentów UW, którzy mieli wykładać w planowanym Instytucie Politechnicznym w Warszawie. Od 1825 kontynuował studia w zakresie chemii technicznej w Szkole Politechnicznej w Wiedniu, na Sorbonie i w Szkole Sztuk i Rzemiosł w Getyndze, a także odwiedził wiele zakładów metalurgicznych i hut żelaza. Od 1829 wykładał w Szkole Przygotowawczej do Instytutu Politechnicznego metalurgię, budowę wielkich pieców, odlewnictwo, wytapianie ołowiu i miedzi, fabrykację szkła oraz chemię mineralną.
Po upadku powstania listopadowego pracował jako nauczyciel gimnazjalny w Lublinie, zaś od 1837 w Warszawie jako profesor w Gimnazjum Gubernialnym, a od 1840 w nowo utworzonym Gimnazjum Realnym, gdzie wykładał chemię i hutnictwo.
W 1843 pracował w laboratorium Justusa von Liebiga na Uniwersytecie w Gießen, zdobywając wiedzę w zakresie chemii rolnej, a w 1852 odbył podróż naukową po Niemczech i Francji.
Od 1853 do 1859 był dyrektorem Instytutu Gospodarstwa Wiejskiego i Leśnictwa w Marymoncie koło Warszawy. Przeszedł na emeryturę w 1860.
Członek z urzędu Towarzystwa Rolniczego w Królestwie Polskim w 1858.
Zmarł w 1879, został pochowany na cmentarzu Powązkowskim.

## Publikacje
- Wykład początkowy chemii o metalloidach i ich związkach. [T. 1], Drukarnia Józefa Ungra, Warszawa 1850
- Wykład początkowy chemii. Cz. 2, O metalach i ich związkach, Drukarnia Józefa Ungra, Warszawa 1851